# Nguyễn Thiện Nhân
Nguyễn Thiện Nhân (sinh năm 1953) tại xã Phương Trà, huyện Châu Thành, tỉnh Trà Vinh là chính trị gia, Giáo sư kinh tế và Tiến sĩ chuyên ngành Tự động hóa. Ông hiện là Đại biểu Quốc hội Việt Nam khóa XV (nhiệm kì 2021–2026) thuộc Đoàn Đại biểu Quốc hội Thành phố Hồ Chí Minh.
Nguyên là Ủy viên Bộ Chính trị Ban Chấp hành Trung ương Đảng khóa XII; nguyên Bí thư Thành ủy Thành phố Hồ Chí Minh. Ông từng là Bí thư Đảng đoàn Mặt trận Tổ quốc Việt Nam, Chủ tịch Ủy ban Trung ương Mặt trận Tổ quốc Việt Nam (2013–2017); Phó Thủ tướng Chính phủ kiêm Bộ trưởng Bộ Giáo dục và Đào tạo (2006–2010). Phó Chủ tịch thường trực Ủy ban nhân dân Thành phố Hồ Chí Minh, Giám đốc Sở Khoa học, Công nghệ và Môi trường Thành phố Hồ Chí Minh.
Nguyên Đại biểu Quốc hội khóa XIV nhiệm kì 2016-2021: thuộc Đoàn Đại biểu tỉnh Trà Vinh (5/2016 – 5/2017) và thuộc Đoàn Đại biểu Thành phố Hồ Chí Minh (5/2017 – 5/2021). Đại biểu Quốc hội khoá XII (2007 – 2011)  và khoá XIII (2011–2016)  thuộc Đoàn Đại biểu tỉnh Bắc Giang; Đại biểu Quốc hội khóa X thuộc Đoàn Đại biểu Thành phố Hồ Chí Minh (1997 – 2002) .
Ông là một trong số ít chính khách Việt Nam từng được đào tạo chính quy tại Việt Nam cũng như tại nước ngoài (Đức và Hoa Kỳ).

## Thân thế
Nguyễn Thiện Nhân sinh ngày 12 tháng 6 năm 1953 tại Cà Mau, nguyên quán tại xã Phương Thạnh (có nơi ghi xã An Trường), huyện Càng Long, tỉnh Trà Vinh. Cha ông là Đại tá, Giáo sư, Tiến sĩ, bác sĩ Nguyễn Thiện Thành, một trí thức hoạt động cho phong trào độc lập và thống nhất Việt Nam. Sau Hiệp định Genève, 1954, cha ông đưa cả gia đình tập kết ra Bắc theo chính phủ Việt Nam Dân chủ Cộng hòa, sau đó ông trở lại chiến trường B2, công tác tại Phòng Quân y thuộc Cục Hậu cần QGP Miền Nam.

## Sự nghiệp ban đầu

### Tham gia quân ngũ
Chịu ảnh hưởng của thân phụ, một bác sỹ quân y đang công tác tại chiến trường B2. Sau khi tốt nghiệp cấp 2 trường học sinh miền Nam trên đất Bắc, Nguyễn Thiện Nhân nhập học Trường Văn hoá Quân đội - Thiếu sinh quân Nguyễn Văn Trỗi - với nguyện vọng là được trở về Nam tiếp nối cuộc đời binh - nghiệp của cha mình.
Tháng 6 năm 1970, Nguyễn Thiện Nhân đã thi đạt điểm ưu vào Trường Đại học Quân y, tại đây ông đạt học viên xuất sắc toàn Trường. Năm 1972, ông được Quân đội tuyển chọn đi du học Cộng hòa Dân chủ Đức , tại Đại học Kỹ thuật Magdeburg (tiếng Đức: Technische Hochschule Magdeburg), Năm 1977, ông được phong quân hàm Thiếu úy. Với kết quả học tập đạt loại ưu tại trường, ông đã được làm nghiên cứu sinh chuyển tiếp. Năm 1979, ông bảo vệ thành công luận án Phó Tiến sĩ ngành Điều khiển học.
Cuối năm 1979 về nước, ông làm nghiên cứu viên tại Viện Vũ khí có điều khiển thuộc Viện Kỹ thuật Quân sự - Bộ quốc phòng (nay là Viện Tên lửa thuộc Viện Khoa học và Công nghệ Quân sự) cho đến năm 1983.
Cũng trong năm 1980, ông được kết nạp vào Đảng Cộng sản Việt Nam. Ông được phong quân hàm Trung úy (năm 1980), Thượng úy (năm 1982).

### Hoạt động trong lĩnh vực giáo dục
Tháng 3 năm 1983, Nguyễn Thiện Nhân chuyển ngành, làm giảng viên tại Trường Đại học Bách khoa Thành phố Hồ Chí Minh.
Tháng 4 năm 1985 đến tháng 7 năm 1988, Nguyễn Thiện Nhân là Ủy viên Ban Thường vụ Thành đoàn, Trưởng ban Khoa học – Kỹ thuật rồi Phó Bí thư Thành đoàn TP. Hồ Chí Minh.
Năm 1988, ông được điều động trở lại Cộng hòa Dân chủ Đức làm việc trong Đại sứ quán Việt Nam với vai trò tùy viên giáo dục; rồi theo học về kinh tế thị trường tại Đại học Kỹ thuật Magdeburg. Nguyễn Thiện Nhân là người nước ngoài đầu tiên được mời giảng Chuyên đề về "cạnh tranh" cho sinh viên kinh tế năm thứ 2 tại Khoa Kinh tế doanh nghiệp của Trường năm 1989.
Năm 1991, về nước, ông tiếp tục giảng dạy tại Trường Đại học Bách khoa Thành phố Hồ Chí Minh, ông giữ chức Phó Chủ nhiệm Bộ môn Quản lý Công nghiệp.
Năm 1993, Nguyễn Thiện Nhân sang Hoa Kỳ du học chương trình Thạc sĩ Quản trị Công cộng (tiếng Anh: Master of Public Administration), chuyên ngành Tài chính công (tiếng Anh: Public Finance), tại Viện Đại học Oregon, theo chương trình học bổng Fulbright.
Từ năm 1995 đến 2012, Nguyễn Thiện Nhân đã học 4 khóa đào tạo khác nhau tại Đại học Harvard, Mỹ như: khóa đào tạo Chuyên gia Thẩm định Dự án Đầu tư tại Đại học Harvard. Quá trình du học ở nước ngoài này cùng với quá trình học tập trước đó đã giúp cho ông thu được nhiều kinh nghiệm và được đánh giá cao về kinh nghiệm quản lý kinh tế.
Năm 1995, ông làm giảng viên, chủ nhiệm Khoa Quản lý Công nghiệp, Phó Hiệu trưởng Trường Đại học Bách khoa Thành phố Hồ Chí Minh, đồng thời làm Trợ giảng môn Kinh tế Vĩ mô tại Chương trình Giảng dạy Kinh tế Fulbright. Năm 1996, ông được phong học hàm Phó giáo sư ngành Kinh tế. Tháng 11 năm 2002, ông được phong học hàm Giáo sư ngành Kinh tế.

## Sự nghiệp chính trị
Năm 1997, Nguyễn Thiện Nhân được bổ nhiệm giữ chức vụ Giám đốc Sở Khoa học, Công nghệ và Môi trường Thành phố Hồ Chí Minh, và được bầu làm Đại biểu Quốc hội Khóa X.
Từ năm 1999 đến năm 2006, ông là Đại biểu Hội đồng nhân dân Thành phố Hồ Chí Minh Khóa VI, Phó Chủ tịch, Phó Chủ tịch Thường trực Ủy ban nhân dân Thành phố Hồ Chí Minh vào tháng 5 năm 2001.
Từ tháng 5 năm 2001 đến tháng 6 năm 2006, Nguyễn Thiện Nhân là Ủy viên Ban Thường vụ Thành ủy, Phó Chủ tịch Thường trực UBND TP. Hồ Chí Minh; Ủy viên Hội đồng Chính sách khoa học và Công nghệ quốc gia. Tại Đại hội đại biểu toàn quốc lần thứ X của Đảng Nguyễn Thiện Nhân được bầu vào Ban chấp hành Trung ương Đảng.
Năm 2012, Nguyễn Thiện Nhân đã được Tổng thống Đức tặng Huân chương Đại công trạng của Đức do đóng góp to lớn vào phát triển quan hệ hợp tác Việt Nam và Đức.

### Bộ trưởng Bộ Giáo dục và Đào tạo

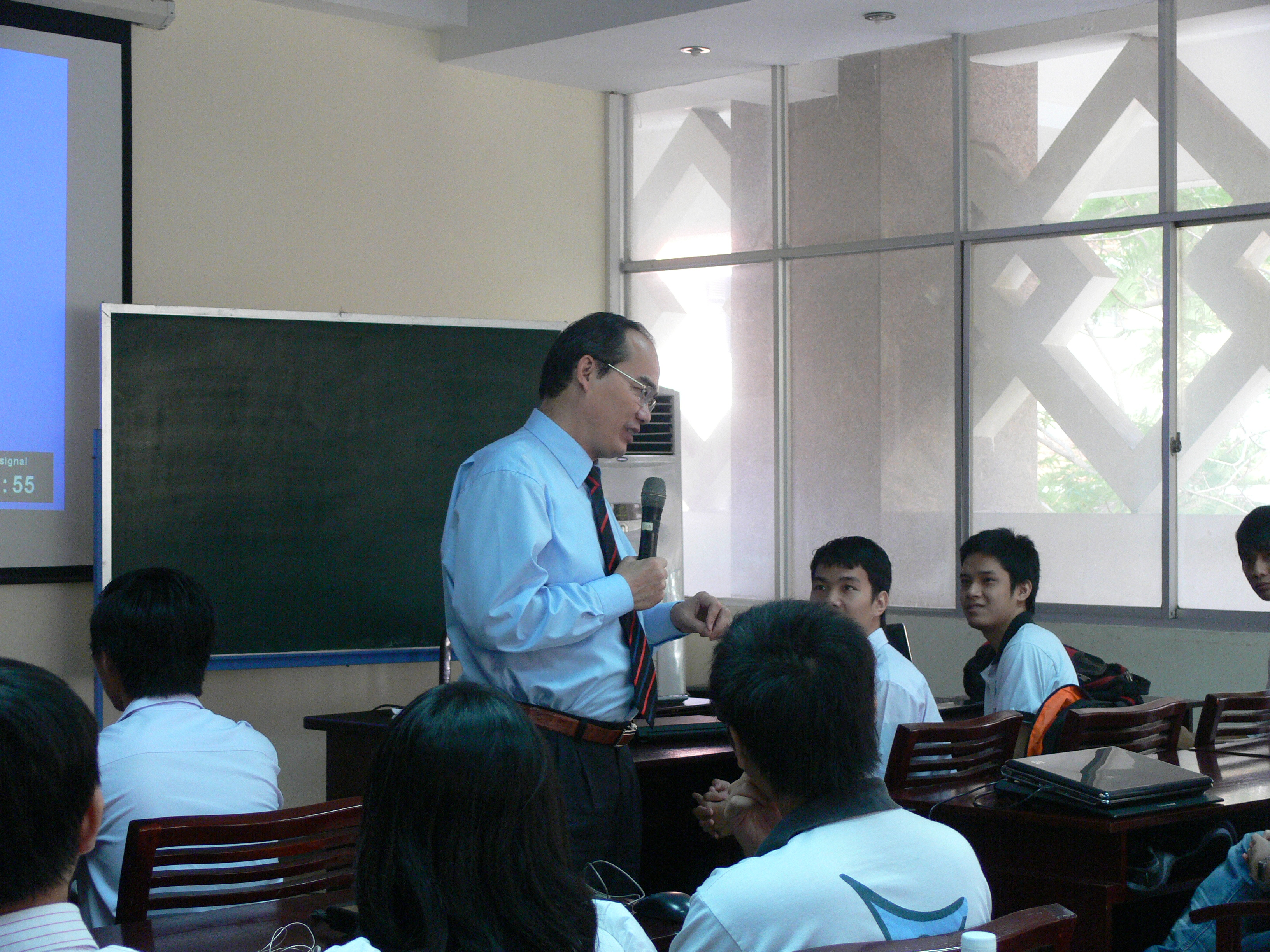
Nguyễn Thiện Nhân trao đổi với sinh viên trường Đại học Khoa học tự nhiên

Ngày 28 tháng 6 năm 2006, Nguyễn Thiện Nhân được đề cử chức Bộ trưởng Bộ Giáo dục và Đào tạo Việt Nam trong Chính phủ của Thủ tướng Nguyễn Tấn Dũng, thay Bộ trưởng Nguyễn Minh Hiển. Về mặt Đảng, ông được phân công làm Bí thư Ban Cán sự đảng của Bộ.
Ngay từ lúc nhậm chức, ông đã đề ra chính sách cải cách nền giáo dục Việt Nam với tiêu chí: "chống bệnh thành tích trong học tập và tiêu cực trong thi cử", "xây dựng một phương pháp học sáng tạo, thực chất, học là phải dùng được", "đổi mới phương pháp học tập theo xu hướng tiên tiến của thế giới".
Mở đầu năm học 2006 - 2007, Nguyễn Thiện Nhân thực hiện cuộc vận động hai không: "Nói không với tiêu cực trong thi cử" và "Nói không với việc chạy theo thành tích" bắt buộc tất cả các cơ sở giáo dục trong cả nước phải làm theo.
Năm 2007 là năm ngành giáo dục Việt Nam chứng khiến nhiều vụ việc gây chú ý lớn trong dư luận xã hội với mức độ cao: vụ hacker Bùi Minh Trí tấn công trang chủ của Bộ Giáo dục và Đào tạo, vụ Huỳnh Thị Ngọc Trâm (nữ sinh hoảng loạn vì bị ép cung trong nghi án 47.800 đồng); các vụ chạy điểm thành tích bị bóc trần và xử lý nghiêm khắc, thậm chí tiêu cực còn lan đến tận Bộ và tới cả các cán bộ cấp cao,...
Ông đưa ra khẩu hiệu cho năm học 2007 - 2008 là "năm không" gồm: "nói không với tiêu cực trong thi cử và bệnh thành tích, nói không với vi phạm đạo đức nhà giáo và việc "ngồi nhầm lớp" (cho học sinh không đạt chuẩn lên lớp) và (dành cho các bậc đào tạo sau trung học) đào tạo không theo nhu cầu xã hội"; đẩy mạnh công cuộc "xã hội hóa giáo dục" nhằm "Huy động tổng thể sức mạnh của toàn xã hội phát triển giáo dục và đào tạo".
Tác dụng của chính sách mới xuất hiện ngay cuối năm học, ở kỳ thi tốt nghiệp trung học: chỉ tính riêng hệ trung học phổ thông kỳ thi lần một chỉ có 67,5% đỗ tốt nghiệp (thậm chí có trường không đỗ học sinh nào) thêm cả lần hai là 80,38%; hệ trung học bổ túc cả hai đợt là 46,26% so với năm học 2005-2006; trung học phổ thông: 92% trung học bổ túc: 74,6%. Kỳ thi tốt nghiệp Trung học phổ thông năm 2008 đã diễn ra thành công với kết quả đỗ cao hơn năm trước: tỷ lệ đỗ khoảng 76%. Dư luận xã hội Việt Nam nhìn chung là chấp nhận điều này và chỉ đặt ra nhiều câu hỏi về thực chất giáo dục Việt Nam. Tuy nhiên, cũng có chỉ trích cách làm của ông Nguyễn Thiện Nhân, cho rằng việc ông cho tổ chức cho ôn tập và thi tốt nghiệp lần 2 là quá tốn kém (khoảng 122 tỷ đồng) và hiệu quả không cao, thậm chí giáo sư Hoàng Tụy còn cho rằng kỳ thi này chỉ mang tính hình thức.
Dư luận nhìn chung là ủng hộ những chính sách của ông Nguyễn Thiện Nhân, nhưng cũng có một số bộ phận không đồng tình.
Đầu năm 2008, Nguyễn Thiện Nhân đệ trình chính phủ về việc tăng học phí cho giáo dục bậc đại học, tăng trách nhiệm tự chủ tài chính cho các trường đại học. Ngoài ra, ông còn nhắc lại một lần nữa về công tác nâng cao chất lượng giáo dục đại học, điều mà ông đã đề cập khi mới nhận chức. Lý do chính của việc tăng học phí là để đáp ứng sự thiếu hụt ngân sách Nhà nước và tăng chất lượng đào tạo. Nhiều ý kiến thắc mắc về biện pháp này và tính minh bạch công khai trong tính toán về chi phí đại học.
Nguyễn Thiện Nhân cũng là người được hậu thuẫn, ủng hộ, tán đồng và kỳ vọng nhiều từ phía lực lượng giáo viên đông đảo của cả nước khi đã từng mạnh miệng tuyên bố vào ngày 17 tháng 11 năm 2006, trong buổi gặp gỡ 13 nhà giáo nhân dân vừa được phong tặng danh hiệu, và một số giáo sư ở khu vực phía Bắc đại diện 44 giáo sư mới được công nhận chức danh năm 2006, rằng Bộ sẽ trình Chính phủ đề án cải cách tiền lương nhà giáo để đến năm 2010, nhà giáo có thể sống được bằng đồng lương của mình. Tuy nhiên, đến năm 2010 khi ông rời khỏi chức vụ Bộ trưởng, lương của giáo viên vẫn ở mức thấp.

### Phó Thủ tướng Chính phủ

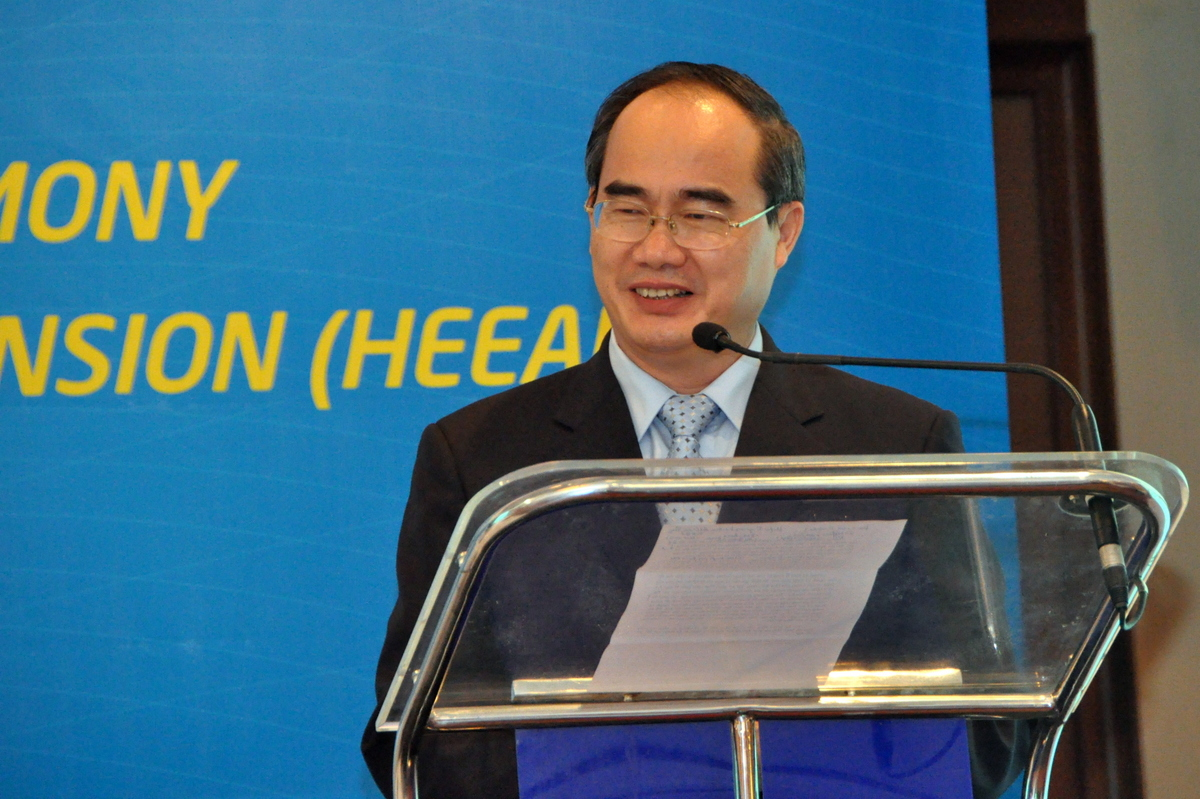
Nguyễn Thiện Nhân phát biểu vào năm 2012

Ngày 2 tháng 8 năm 2007, Nguyễn Thiện Nhân được Quốc hội Việt Nam khóa XII phê chuẩn làm Phó Thủ tướng Chính phủ, kiêm chức Bộ trưởng.
Vai trò phó thủ tướng chính phủ của ông bắt đầu rõ nét dần trong thời gian từ cuối năm 2007, với các hoạt động: về văn hóa của một số địa phương, như là Thành phố Hồ Chí Minh, Đà Nẵng, Đà Lạt; ngành thể dục thể thao Việt Nam; phong cấp giáo sư và phó giáo sư; đưa ra kế hoạch phát triển ngành công nghệ thông tin Việt Nam; các vấn đề xã hội; sắp xếp nhân sự trong ngành giáo dục,...
Ngày 2 tháng 4 năm 2010, báo điện tử VietNamNet đưa tin trong thời gian chờ Quốc hội bổ nhiệm Bộ trưởng Bộ Giáo dục và Đào tạo thay thế, ông được Thủ tướng đồng ý tạm thời cho thôi điều hành Bộ Giáo dục và Đào tạo để tập trung cho nhiệm vụ Phó Thủ tướng; người được giao nhiệm vụ Phụ trách điều hành Bộ Giáo dục và Đào tạo là Thứ trưởng Thường trực Phạm Vũ Luận . Ngày 17 tháng 6 năm 2010, Quốc hội chính thức miễn nhiệm chức vụ bộ trưởng của ông.
Ngày 21 tháng 6 năm 2011, Nguyễn Thiện Nhân được bổ nhiệm là Trưởng ban Ban chỉ đạo về đào tạo nguồn nhân lực trong lĩnh vực năng lượng nguyên tử. Đầu năm 2013, ông được giao phụ trách ngăn chặn gia cầm nhập lậu. Ngày 12 tháng 11 năm 2013, Quốc hội đã phê chuẩn đề nghị của Thủ tướng Nguyễn Tấn Dũng về việc miễn nhiệm chức vụ Phó thủ tướng của ông, với 444 trong tổng số 457 đại biểu có mặt, tương ứng 89% số phiếu đã tán thành đề nghị của Thủ tướng Nguyễn Tấn Dũng, ông chính thức thôi giữ chức Phó thủ tướng.

### Chủ tịch Ủy ban Trung ương Mặt trận Tổ quốc Việt Nam

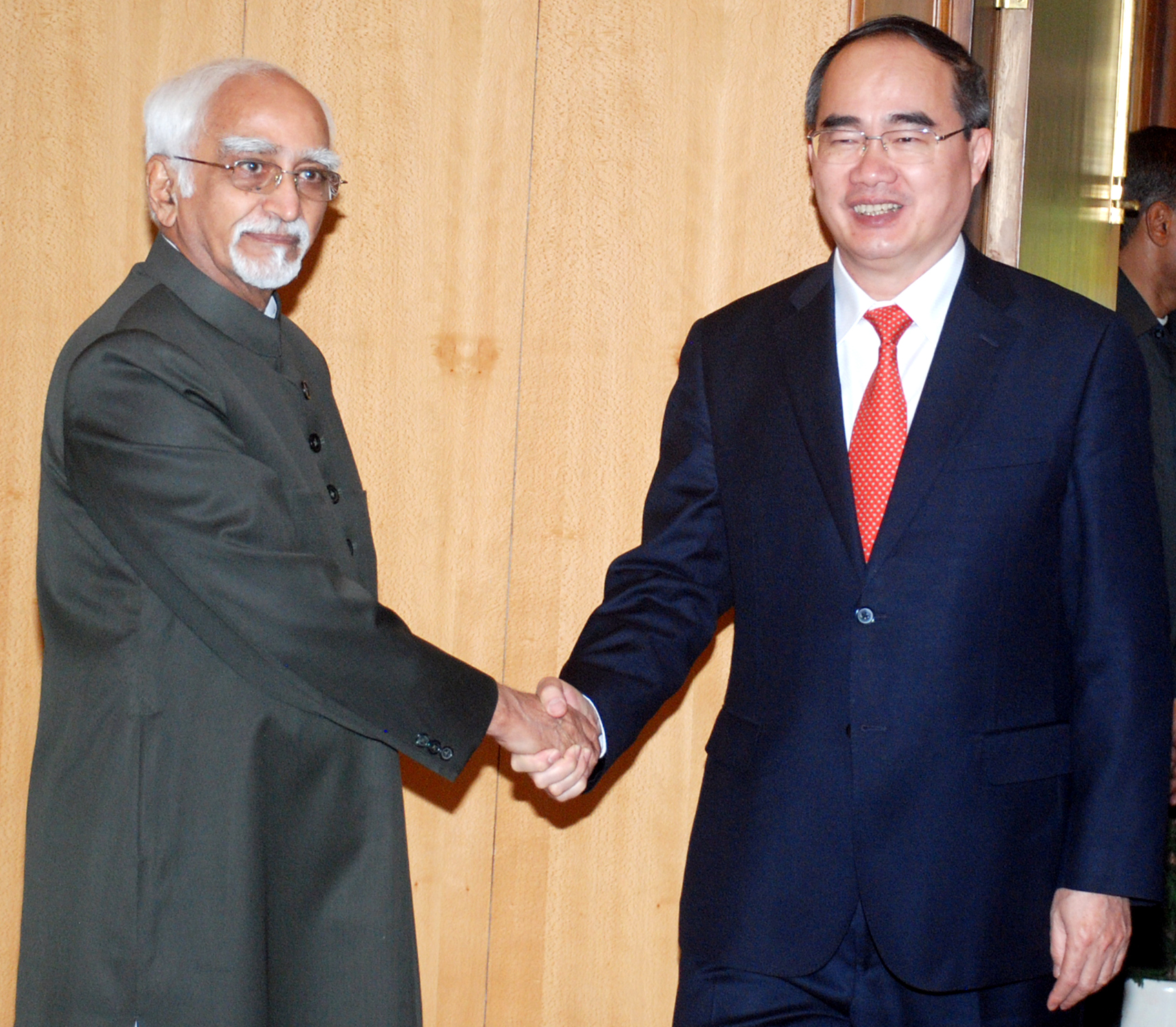
Chủ tịch Nguyễn Thiện Nhân gặp Phó tổng thống Ấn Độ Shri Mohd. Hamid Ansari

Ngày 5 tháng 9 năm 2013, tại Hội nghị lần thứ 6 Ủy ban Trung ương Mặt trận Tổ quốc Việt Nam đã bầu Nguyễn Thiện Nhân vào Đoàn Chủ tịch, Ban thường trực Mặt trận và giữ chức vụ Chủ tịch Ủy ban Trung ương Mặt trận Tổ quốc Việt Nam khóa VII. Khi được hỏi là việc luân chuyển này có lãng phí người tài hay không, chủ tịch nước Trương Tấn Sang trả lời là việc này đã được cân nhắc rất kỹ.
Ngày 17 tháng 11 năm 2013, tại lễ tuyên dương 160 giáo viên tiêu biểu, ông đã "lặng người xấu hổ" và bày tỏ mong muốn các thầy cô hãy dấn thân hơn.
Cuối tháng 11 năm 2013, Nguyễn Thiện Nhân đã dẫn đầu một đoàn đại biểu cấp cao qua thăm Đại học Dân tộc Quảng Tây, Trung Quốc.
Tại Hội nghị Hiệp thương lần 1 bầu cử đại biểu quốc hội khóa XIV Nguyễn Thiện Nhân được Đoàn Chủ tịch Ủy ban Trung ương Mặt trận Tổ Quốc tổ chức vào ngày 16 tháng 2 năm 2016, trong phát biểu kết luận Hội nghị, Chủ tịch Ủy ban Trung ương MTTQ VN, Phó chủ tịch Hội đồng bầu cử quốc gia Nguyễn Thiện Nhân nói:"Đề nghị Hội đồng bầu cử quốc gia, Ủy ban Thường vụ Quốc hội nghiên cứu tăng số lượng đối với cơ cấu đại biểu Quốc hội là người ngoài đảng"

### Bí thư Thành ủy Thành phố Hồ Chí Minh
Ngày 10 tháng 5 năm 2017, Nguyễn Thiện Nhân được Bộ Chính trị phân công giữ chức Bí thư Thành ủy Thành phố Hồ Chí Minh nhiệm kỳ 2015-2020, thay thế Đinh La Thăng, người vừa bị kỷ luật, cho thôi nhiệm vụ và bị khai trừ ra khỏi Đảng.
Trong lời phát biểu nhậm chức, ông nói: "Hôm nay là một ngày rất đặc biệt đối với bản thân tôi, được trở về với thành phố lần thứ 2, được sự tin cậy giao nhiệm vụ của Bộ Chính trị, đồng chí Tổng Bí thư, đồng chí Chủ tịch nước, Chủ tịch Quốc hội, Thủ tướng Chính phủ".
Ông giữ chức vụ này từ ngày 10 tháng 5 năm 2017 đến hết ngày 17 tháng 10 năm 2020. Người kế nhiệm ông là Nguyễn Văn Nên.

### Đại biểu Quốc hội

#### Đại biểu Quốc hội khóa X
Nguyễn Thiện Nhân là đại biểu Quốc hội Việt Nam khóa X nhiệm kì 1997 - 2002 thuộc đoàn đại biểu Thành phố Hồ Chí Minh, kiêm Giám đốc Sở Khoa học, Công nghệ và Môi trường TP Hồ Chí Minh, ủy viên Ủy ban Khoa học, Công nghệ và Môi trường của Quốc hội.

#### Đại biểu Quốc hội khóa XII
Tháng 5 năm 2007, ông được bầu làm Đại biểu Quốc hội Việt Nam khóa XII nhiệm kì 2007 - 2011 thuộc đoàn đại biểu tỉnh Bắc Giang, kiêm Phó Thủ tướng Chính phủ; Bộ trưởng Bộ Giáo dục và Đào tạo.

#### Đại biểu Quốc hội khóa XIII
Nguyễn Thiện Nhân là đại biểu Quốc hội Việt Nam khóa XIII nhiệm kì 2011 - 2016 thuộc đoàn đại biểu tỉnh Bắc Giang, kiêm chức Chủ tịch Ủy ban Trung ương MTTQ Việt Nam khóa VIII (tại Hội nghị Ủy ban Trung ương MTTQ Việt Nam lần thứ 6 khóa VII, ông được bầu giữ chức vụ Chủ tịch Ủy ban Trung ương MTTQ Việt Nam khóa VII).

#### Đại biểu Quốc hội khóa XIV
Năm 2016, ông ứng cử và trúng cử đại biểu quốc hội Việt Nam khóa XIV ở đơn vị bầu cử số 2 tỉnh Trà Vinh (gồm thị xã Duyên Hải và các huyện: Châu Thành, Cầu Ngang, Trà Cú, Duyên Hải), được 364.988 phiếu, đạt tỷ lệ 84,87% số phiếu hợp lệ.
Sau đó, Nguyễn Thiện Nhân chuyển sinh hoạt ĐBQH về thành phố Hồ Chí Minh vào tháng 5 năm 2017, sau khi được chỉ định đảm nhiệm Bí thư của thành phố này.
Đoàn đại biểu quốc hội thành phố Hồ Chí Minh đã bầu ông làm Trưởng đoàn vào 11h trưa ngày 23 tháng 5 năm 2017 thay ông Đinh La Thăng. Ông Đinh La Thăng vốn là đại biểu quốc hội ứng cử và trúng cử năm 2016 ở đơn vị bầu cử số 9, thành phố Hồ Chí Minh (gồm các huyện: Củ Chi và Hóc Môn), bị kỉ luật và chuyển sinh hoạt ĐBQH đến Đoàn đại biểu quốc hội tỉnh Thanh Hóa nên cũng bị bãi nhiệm đại biểu Quốc hội.
Sáng ngày 25 tháng 6 năm 2017, Nguyễn Thiện Nhân có buổi tiếp xúc cử tri lần đầu tiên ở huyện Củ Chi, Thành phố Hồ Chí Minh.
Theo lời Nguyễn Thiện Nhân sáng ngày 14 tháng 5 năm 2018 thì ông là đại biểu Quốc hội Việt Nam khóa 14 đại diện cho người dân các huyện Hóc Môn và Củ Chi, Thành phố Hồ Chí Minh nhưng ông hứa sẽ đi tiếp xúc cử tri tất cả các quận huyện thuộc Thành phố Hồ Chí Minh
Tại buổi tiếp xúc cử tri tại huyện Bình Chánh ngày 14 tháng 5 năm 2018 trước kì họp thứ 5 Quốc hội khóa 14, ông hứa sau kì họp thứ 5 sẽ gặp gỡ người dân bị giải tỏa nhà ở và đất đai để xây khu đô thị mới Thủ Thiêm quận 2.
Sau kì họp thứ 5 Quốc hội khóa 14, vào lúc 14h30 chiều ngày 20 tháng 6 năm 2018, ông đã giữ lời hứa tiếp xúc với cử tri khu đô thị Thủ Thiêm, quận 2 cùng với bà Nguyễn Thị Quyết Tâm, ông Phan Nguyễn Như Khuê, và bà Trịnh Ngọc Thúy.

#### Đại biểu Quốc hội khóa XV

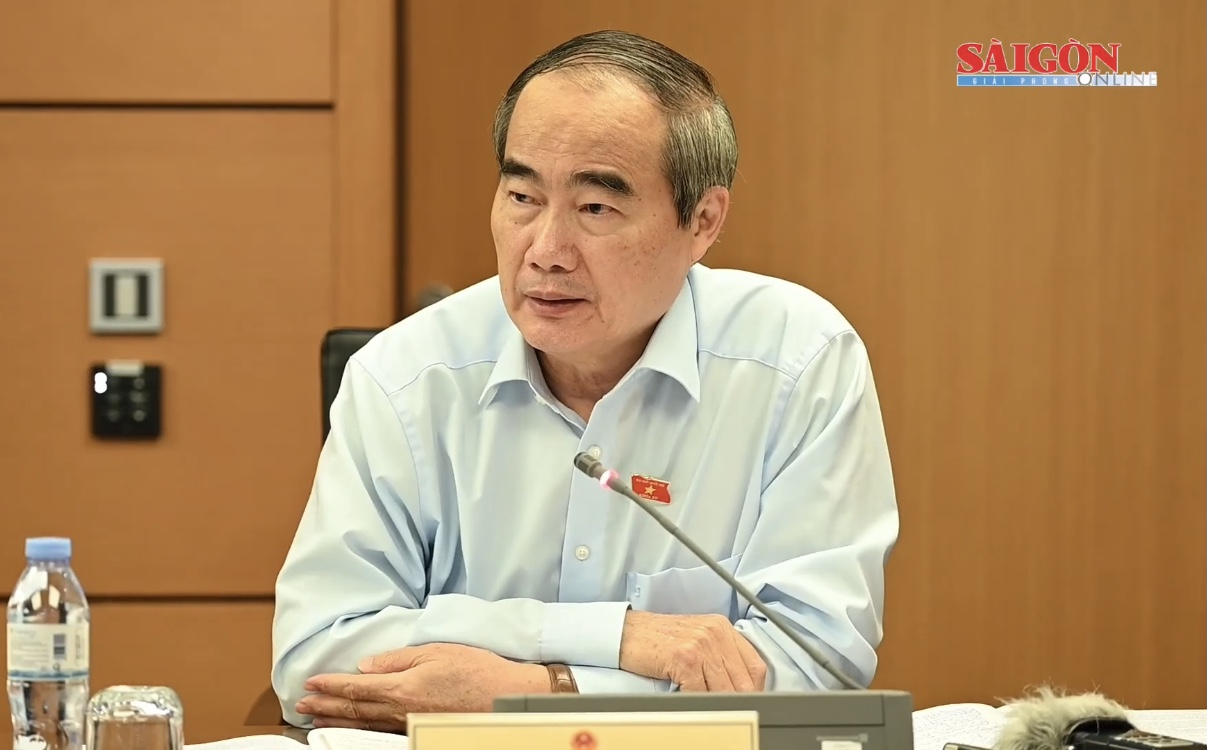
Nguyễn Thiện Nhân năm 2023

Ngày 18 tháng 3 năm 2021, ông Nhân có tên trong danh sách các ứng viên Đại biểu Quốc hội, ông thuộc trong nhóm 4 người ứng cử thuộc lĩnh vực khoa học công nghệ, giáo dục-đào tạo, y tế. "Hiện nay, tôi có nhiều điều kiện thuận lợi hơn trước bởi có nhiều thời gian hơn, chuyên tâm làm nhiệm vụ của một người đại biểu Quốc hội, tham gia công tác Quốc hội nếu được trúng cử" – ông Nguyễn Thiện Nhân chia sẻ. Ông Nhân sau đó đã trúng cử lần thứ năm chức Đại biểu Quốc hội, theo một cán bộ lãnh đạo ở Ban Công tác đại biểu, với 7 nhiệm kỳ làm công tác bầu cử, lần đầu tiên ông gặp trường hợp nguyên Ủy viên Bộ Chính trị ra ứng cử đại biểu Quốc hội.
Ngày 20 tháng 7 năm 2021, Phan Văn Mãi thay ông làm Trưởng đoàn biểu Quốc hội của Thành phố Hồ Chí Minh.
Ngày 12 tháng 7 năm 2022, ông đề xuất tăng 15% biên chế công chức cho những quận, phường dân số gấp đôi bình quân cho thành phố. Ngày 28 tháng 10 năm 2022, ông đã chỉ ra nhiều bất cập trong các quy định, chính sách gây ra "điểm nghẽn" đối với các bệnh viện công, Nguyễn Thiện Nhân kiến nghị nên có cơ chế để "dưới nói thì trên nghe". Ngày 25 tháng 5 năm 2023, phát biểu thảo luận tại tổ về kế hoạch phát triển kinh tế - xã hội và ngân sách Nhà nước; công tác thực hành tiết kiệm, chống lãng phí, ông Nhân đề nghị cải cách tiền lương nên xác định mức tiền lương tối thiểu nhằm đảm bảo mức sống.

## Những nhận định
- "...Nguyễn Thiện Nhân không phải là người xa lạ với nước Mỹ..."[82]
- "...Ngành giáo dục Việt Nam có một chiến sĩ là Nguyễn Thiện Nhân..." [83]

## Danh hiệu, khen thưởng
- Huân chương Hồ Chí Minh (2025)
- Học hàm Phó giáo sư Kinh tế (1996), Giáo sư (2002).
- Giải thưởng Sao Khuê năm 2005.
- Tiến sĩ danh dự ngành Thương mại của trường Đại học RMIT Việt Nam (2006).[84]
- Ông được Thủ tướng bổ nhiệm giữ chức Chủ tịch Hội đồng Chức danh Giáo sư Nhà nước nhiệm kỳ 2007.
- Sáng 20 tháng 5 năm 2011, Nguyễn Thiện Nhân được Phó Chủ tịch nước Nguyễn Thị Doan trao Huân chương Lao động hạng nhất tại Trụ sở Bộ Giáo dục
- Huy hiệu 40 năm tuổi đảng của Đảng Cộng sản Việt Nam (được trao ngày 31 tháng 1 năm 2020)[85]